# Kristianopel
Kristianopel is een plaats in de gemeente Karlskrona in het landschap Blekinge en de provincie Blekinge län in Zweden. De plaats heeft 81 inwoners (2005) en een oppervlakte van 19 hectare.